# Liste der Autobahnen in Italien
Diese Liste bietet eine Übersicht über das Netz der Autobahnen in Italien. Das Gesamtnetz hat eine Länge von 6965,4 km, wovon 6000,7 km durch 24 konzessionierte Betreibergesellschaften (inkl. Zubringer Pavia, Tangente Bologna und SPV), 40,1 km Tunnelautobahnen und 939,3 km durch die staatliche Straßenbetriebsgesellschaft ANAS selbst betrieben werden.

## Geschichte

Das heutige Autobahnnetz Italiens

Am 21. September 1924 wurde in Italien die erste Autobahn Europas eröffnet. Die heute als A8 klassifizierte Strecke war Teil der Autostrada dei Laghi, die auf Wirken des italienischen Ingenieurs Piero Puricelli errichtet wurden. Er plante außerdem die Errichtung eines Autobahnnetzes, das alle wichtigen Handelszentren Italiens verbinden sollte. Die 1922 an die Macht gekommenen Faschisten nutzten den Autobahnbau für ihre Propaganda. Benito Mussolini sagte über die Autobahn 1925: „Die Autobahn ist eine großartige italienische Errungenschaft und ein sicheres Zeichen unseres Ingenieurgeistes, den Söhnen des alten Roms nicht unwürdig.“
Im Jahre 1933 war das Autobahnnetz in Italien bereits 457,5 km lang, die 50 km lange Strecke zwischen Genua und Serravalle befand sich im Bau (heute A7). Die Autostrada Pedemontana, die heutige A4 war 1933 zwischen Turin und Brescia fertiggestellt. Weitere frühe Autobahnen in Italien waren die heutige  A11, die innerhalb eines Jahres gebaut und am 26. August 1933 eröffnet wurde. 1932 erfolgte bereits die Eröffnung des Abschnittes Turin-Mailand, 1929 zwischen Neapel und Pompeji.
Finanziert wurden diese Autobahnprojekte von privaten Autobahngesellschaften, für deren Verbindlichkeiten der Staat Bürgschaften übernahm.

## Übersicht des Netzes
Man unterscheidet folgende Straßenkategorien:
- autostrade: gewöhnliche Autobahnen zwischen den großen und bedeutenden Städten des Landes
- tangenziali: Stadtumfahrungen (Tangenten)
- diramazioni: kleinere Verzweigungen von der Hauptautobahn; oft als Verbindung zwischen zwei Autobahnen
- raccordi autostradali: längere Autobahnzubringer
- trafori: bedeutende Tunnel mit eigener Straßenbezeichnung

### Autobahnen (Autostrade)
Die Nummerierung der Autobahnen in Italien folgt keiner geografischen Logik wie etwa in Deutschland, sondern einer streng sequenziellen. Gewöhnliche Autobahnen zwischen den großen und bedeutenden Städten des Landes tragen eine Nummer zwischen 1 (Mailand–Neapel, Autostrada del Sole) und 34 (Villesse (A4) – Gorizia-Sant'Andrea). Kleinere Verzweigungen (ital.: diramazioni) weisen eine Doppelnummerierung auf (etwa A11/A12 als Autobahnverbindung zwischen den Autobahnen A11 und A12).
Die Mautpflicht ist, ist – im Gegensatz zu Systemen wie in Frankreich üblich – aus der Nummerierung nicht direkt ersichtlich.
Mit 760 km Länge ist die A1 die längste und zugleich bedeutendste Autobahn des Landes. Sie ist etwa 20 km länger als die A14, die an der Adriaküste entlangführt. Die Autostrada A34 ist mit 17 km Länge die derzeit kürzeste Autobahn.
| Zeichen                               | Bezeichnung                 | Bezeichnung                                                     | Verlauf                                                    | Länge                       | Stand                                |
| Zeichen                               | offiziell                   | Langform                                                        | Verlauf                                                    | Länge                       | Stand                                |
| ------------------------------------- | --------------------------- | --------------------------------------------------------------- | ---------------------------------------------------------- | --------------------------- | ------------------------------------ |
|                                       | Autostrada A1               | Autostrada del Sole                                             | A51 – Mailand – Bologna – Florenz – Rom – Neapel – A3      | 759,6                       | fertig                               |
|                                       | Autostrada A2               | Autostrada del Mediterraneo                                     | A30/RA2 – Fisciano – Salerno – Villa San Giovanni – A2     | 454,0                       | fertig                               |
| A30/RA2 – Fisciano – Avellino – A16   | Autostrada A2               | Autostrada del Mediterraneo                                     | 025,0                                                      | Ausbau zur Autobahn geplant |                                      |
|                                       | Autostrada A3               |                                                                 | A1 – Neapel – Salerno – A2                                 | 057,0                       | fertig                               |
|                                       | Autostrada A4               | La Serenissima                                                  | Turin – Mailand – Venedig – RA13                           | 525,0                       | fertig                               |
|                                       | Autostrada A5               | Autostrada della Valle d’Aosta / Autoroute de la Vallée d’Aoste | A55 – Turin – Aosta – Courmayeur – T1 (F)                  | 145,3                       | fertig                               |
|                                       | Autostrada A6               | La Verdemare                                                    | A55 – Turin – Savona – A10                                 | 130,9                       | fertig                               |
|                                       | Autostrada A7               | La Serravalle (Autostrada dei Giovi)                            | A50 – Mailand – Genua – A10                                | 134,0                       | fertig                               |
|                                       | Autostrada A8               | Autostrada dei Laghi                                            | A4/A50 – Mailand – Varese                                  | 042,6                       | fertig                               |
|                                       | Autostrada A9               | Autostrada dei Laghi                                            | A8 – Lainate – Como – (A2) (CH)                            | 042,3                       | fertig                               |
|                                       | Autostrada A10              | Autostrada dei Fiori                                            | A7 – Genua – Ventimiglia – (A8) (F)                        | 158,7                       | fertig                               |
|                                       | Autostrada A11              | Firenze – Mare                                                  | A1 – Florenz – Pisa – A12                                  | 081,2                       | fertig                               |
|                                       | Autostrada A12              | Autostrada Azzura                                               | A7 – Genua – Livorno – San Pietro in Palazzi – SS1         | 206,0                       | fertig                               |
| Tarquinia – Cecina                    | Autostrada A12              | Autostrada Azzura                                               | 188,0                                                      | in Planung                  |                                      |
| SS1 – Civitavecchia – Tarquinia – A91 | Autostrada A12              | Autostrada Azzura                                               | 082,0                                                      | fertig                      |                                      |
|                                       | Autostrada A13              | Autostrada Euganea                                              | A1/A14 Bologna – Padua – A4                                | 116,7                       | fertig                               |
|                                       | Autostrada A14              | Autostrada Adriatica                                            | A1 – Bologna – Ancona – Pescara – Bari – Massafra – SS7    | 743,4                       | fertig                               |
|                                       | Autostrada A15              | Autocamionale della Cisa                                        | A1 – Parma – La Spezia                                     | 082,0                       | fertig                               |
| Parma – A22                           | Autostrada A15              | Autocamionale della Cisa                                        |                                                            | in Bau                      |                                      |
|                                       | Autostrada A16              | Autostrada dei Due Mari                                         | A1 – Neapel – Canosa – A14                                 | 172,0                       | fertig                               |
|                                       | Autostrada A17 (ehemalig)   |                                                                 | A1 – Neapel – Bari – SS16                                  |                             | zu Teilen der A14 und A16 umgewidmet |
|                                       | Autostrada A18              |                                                                 | A20 – Messina – Catania – A18dir/RA15                      | 075,6                       | fertig                               |
| SS114 – Syrakus – Rosolini            | Autostrada A18              | 041,9                                                           | fertig                                                     |                             |                                      |
| Rosolini – Ragusa – Gela              | Autostrada A18              | 091,0                                                           | in Bau                                                     |                             |                                      |
|                                       | Autostrada A19              |                                                                 | A19dir – Palermo – Catania – A18/RA15                      | 199,0                       | fertig                               |
|                                       | Autostrada A20              |                                                                 | A18 – Messina – Cefalù – A19                               | 181,0                       | fertig                               |
|                                       | Autostrada A21              | Autostrada dei Vini                                             | A55 – Turin – Piacenza – Brescia – A4                      | 238,0                       | fertig                               |
|                                       | Autostrada A22              | Autostrada del Brennero / Brennerautobahn                       | A1 – Modena – Verona – Bozen – Brenner – (A13) (A)         | 313,0                       | fertig                               |
|                                       | Autostrada A23              | Autostrada Alpe-Adria                                           | A4 – Palmanova – Udine – Tarvisio – (A2) (A)               | 120,0                       | fertig                               |
|                                       | Autostrada A24              | Autostrada dei Parchi                                           | Rom – L’Aquila – Teramo – SS80racc                         | 166,5                       | fertig                               |
|                                       | Autostrada A25              | Autostrada dei Parchi                                           | A24 – Torano – Pescara – A14                               | 114,0                       | fertig                               |
|                                       | Autostrada A26              | Autostrada dei Trafori                                          | A10 – Genua – Alessandria – Gravellona Toce – SS33         | 197,0                       | fertig                               |
|                                       | Autostrada A27              | Autostrada d’Alemagna                                           | A57 – Venedig – Treviso – Belluno – SS51                   | 084,0                       | fertig                               |
|                                       | Autostrada A28              |                                                                 | A4 – Portogruaro – Pordenone – Conegliano – A27            | 044,0                       | fertig                               |
|                                       | Autostrada A29              |                                                                 | A29racc bis – Mazara del Vallo – SS15                      | 115,7                       | fertig                               |
|                                       | Autostrada A30              |                                                                 | A1 – Caserta – Fisciano – A2/RA2                           | 055,0                       | fertig                               |
|                                       | Autostrada A31              | Autostrada della Val d’Astico                                   | Piovene Rocchette – Vicenza – Badia Polesine – SS434       | 040,0                       | fertig                               |
|                                       | Autostrada A32              | Autostrada del Frejus                                           | A55 – Turin – Bardonecchia – Fréjus-Straßentunnel (T4) (F) | 072,4                       | fertig                               |
|                                       | Autostrada A33              | Autostrada delle Langhe                                         | Cuneo – A6 – Asti – A21                                    | 093,0                       | in Bau                               |
|                                       | Autostrada A34              | Raccordo Villesse – Gorizia                                     | A4 – Villesse – Görz – (SLO)                               | 017,0                       | fertig                               |
|                                       | Autostrada A35              | Autostrada BreBeMi                                              | A4 – Brescia – A58                                         | 062,1                       | fertig                               |
|                                       | Autostrada A36              | Autostrada Pedemontana Lombarda                                 | A4 – Monza – A9 – A8                                       | 087,0                       | in Bau                               |
|                                       | Autostrada A91              |                                                                 | Rom – Fiumicino                                            | 018,5                       | fertig                               |
|                                       | Autostrada Catania-Siracusa | Autostrada Catania – Siracusa                                   | RA15 – Catania – Augusta – SS114                           | 025,2                       | fertig                               |
|                                       | Sistiana – Rabuiese         |                                                                 | RA13 – Triest – SS202 – H5 SLO                             | 010,1                       | fertig                               |
|                                       | Pedemontana Veneta          | Superstrada Pedemontana Veneta                                  | A4 – Montecchio Maggiore – Spresiano – A27                 | 094,75                      | in Bau                               |

#### Geplante / neue / in Bau befindliche Autobahnen
| Bezeichnung                  | Verlauf                                       | Stand      |
| ---------------------------- | --------------------------------------------- | ---------- |
| Gronda di Genova             | Genova Vesima (A10) – Genova S. Benigno (A12) | in Planung |
| Telesina                     | Caianello – Benevento                         | in Planung |
| Cispadana                    | Reggiolo – Ferrara                            | in Planung |
| Autostrada della Val Trompia | Brescia – Lumezzane                           | in Planung |
| CrM                          | Cremona – Mantua                              | in Planung |
| Autostrada Nuova Romea       | Venedig – Ravenna                             | in Planung |
| Autostrada Nogara – Mare     | Nogara – Chioggia                             | in Planung |
| Autobahn Rom–Latina          | Roma – Latina                                 | in Planung |

### Stadtumfahrungen (Tangenten)
Die Stadtumfahrungen, oftmals als Ringautobahnen ausgeführt, verfügen in Italien über eine eigene Nummer. Wie die Autobahnen folgt die Nummerierung auch hier einer sequenziellen Logik und vernachlässigt die geografische Lage der Umfahrungen. Die bedeutendsten und verkehrsstärksten Tangenten befinden sich um Mailand (Kombination der Autobahnen A50, A51 und A52) und um die Hauptstadt Rom (A90, bzw. Grande Raccordo Anulare (GRA)). Die Länge der Umfahrungen variiert von Stadt zu Stadt sehr stark. Beispielsweise mit der A55 verfügt die nordwestitalienische Stadt Turin über keine „echte“ Umfahrung, sondern um eine Ansammlung mehrerer Äste, die offiziell als eine einzige Autobahn geführt wird.
| Zeichen                                                | Bezeichnung              | Bezeichnung                          | Verlauf                        | Länge      | Stand  |
| Zeichen                                                | offiziell                | Langform                             | Verlauf                        | Länge      | Stand  |
| ------------------------------------------------------ | ------------------------ | ------------------------------------ | ------------------------------ | ---------- | ------ |
|                                                        | Autostrada A50           | Tangenziale Ovest di Milano          | Westtangente von Mailand       | 031,5      | fertig |
|                                                        | Autostrada A51           | Tangenziale Est di Milano            | Osttangente von Mailand        | 030,1      | fertig |
|                                                        | Autostrada A52           | Tangenziale Nord di Milano           | Nordtangente von Mailand       | 012,9      | fertig |
|                                                        | Autostrada A53           | Raccordo Autostradale di Pavia       | A7 – Bereguardo – Pavia – A54  | 09,1       | fertig |
|                                                        | Autostrada A54           | Tangenziale Ovest di Pavia           | Westtangente von Pavia         | 08,4       | fertig |
|                                                        | Autostrada A55           | Tangenziale Nord di Torino           | Nordtangente von Turin         | 020,2      | fertig |
| Tangenziale Sud di Torino                              | Autostrada A55           | Südtangente von Turin                | 025,9                          | fertig     |        |
| Raccordo della Falchera                                | Autostrada A55           | Zubringer Falchera                   | 03,1                           | fertig     |        |
| Diramazione per Moncalieri                             | Autostrada A55           | Abzweig Moncalieri                   | 06,2                           | fertig     |        |
| Asse di penetrazione urbana di corso Regina Margherita | Autostrada A55           | Achse corso Regina Margherita        | 00,8                           | fertig     |        |
| Autostrada del Pinerolese                              | Autostrada A55           | Südtangente Turin – Turin – Pinerolo | 023,4                          | fertig     |        |
| Asse di penetrazione urbana di corso Orbassano         | Autostrada A55           | Achse corso Orbassano                | 01,3                           | fertig     |        |
|                                                        | Autostrada A56           | Tangenziale di Napoli                | Tangente von Neapel            | 020,2      | fertig |
|                                                        | Autostrada A57           | Tangenziale di Mestre                | Tangente von Mestre (Venedig)  | 026,0      | fertig |
|                                                        | Autostrada A58           | Tangenziale esterna di Milano        | Äußere Osttangente von Mailand | 032,0      | fertig |
|                                                        | Autostrada A59           | Tangenziale di Como                  | Tangente von Como              | 02,4       | fertig |
| 06,6                                                   | Autostrada A59           | Tangenziale di Como                  | Tangente von Como              | in Planung |        |
|                                                        | Autostrada A60           | Tangenziale di Varese                | Tangente von Varese            | 04,5       | fertig |
| 06,0                                                   | Autostrada A60           | Tangenziale di Varese                | Tangente von Varese            | in Planung |        |
|                                                        | Autostrada A90           | Grande Raccordo Anulare (di Roma)    | Ringautobahn um Rom            | 068,2      | fertig |
|                                                        | Raccordo autostradale 1  | Tangenziale di Bologna               | Tangente von Bologna           | 019,6      | fertig |
|                                                        | Raccordo autostradale 4  | Tangenziale di Reggio Calabria       | Tangente von Reggio Calabria   | 05,5       | fertig |
|                                                        | Raccordo autostradale 15 | Tangenziale di Catania               | Tangente von Catania           | 023,3      | fertig |

### Autobahnverzweigungen (Diramazioni autostradali)
| Zeichen              | Bezeichnung            | Bezeichnung                                      | Verlauf                                       | Länge  | Stand  |
| Zeichen              | offiziell              | Langform                                         | Verlauf                                       | Länge  | Stand  |
| -------------------- | ---------------------- | ------------------------------------------------ | --------------------------------------------- | ------ | ------ |
|                      | Autostrada A1dir Nord  | Dir. Roma Nord                                   | A1 – Fiano Romano – Rom – GRA                 | 023,0  | fertig |
| Autostrada A1dir Sud | Dir. Roma Sud          | A1 – San Cesareo – Rom – GRA                     | 020,0                                         | fertig |        |
|                      | Autostrada A1var       | Variante di Valico                               | A1 – Marzabotto – Barberino di Mugello – A1   | 033,0  | fertig |
|                      | Autostrada A2dir NA    | Diramazione Napoli                               | A2 – Salerno – A3                             | 02,4   | fertig |
|                      | Autostrada A2dir RC    | Diramazione Reggio Calabria                      | A2 – Villa San Giovanni – Reggio Calabria     | 09,1   | fertig |
|                      | Autostrada A4/A5       | Diramazione Ivrea – Santhià                      | A4/A26/4 – Santhià – Ivrea – A5               | 023,6  | fertig |
|                      | Autostrada A8/A26      | Diramazione Gallarate – Gattico                  | A8 – Gallarate – Gattico – A26                | 023,2  | fertig |
|                      | Autostrada A11/A12     | Bretella A11/A12                                 | A11 – Lucca – Viareggio – A12                 | 018,2  | fertig |
|                      | Autostrada A14dir      | Diramazione Ravenna                              | A14 – Castel Bolognese – Ravenna – SS16/SS309 | 029,8  | fertig |
|                      | Autostrada A18dir      | Diramazione Catania                              | A18/RA15 – Catania centro                     | 05,0   | fertig |
|                      | Autostrada A19dir      | Diramazione per via Giafar                       | A19/SS121 – Palermo                           | 05,2   | fertig |
|                      | Autostrada A21dir      | Diramazione Fiorenzuola d’Arda                   | A1 – A21                                      | 012,3  | fertig |
|                      | Autostrada A21racc     | Ospitaletto – Montichiari                        | A35 – Montichiari                             | 028,5  | fertig |
|                      | Autostrada A26/A4      | Diramazione Stroppiana – Santhià                 | A26 – Stroppiana – Santhià – A4/A4/5          | 029,7  | fertig |
|                      | Autostrada A26/A7      | Diramazione Predosa – Bettole                    | A26 – Predosa – Tortona – A7                  | 017,0  | fertig |
|                      | Autostrada A29dir      | Diramazione Alcamo – Trapani                     | A29 – Alcamo – Trapani                        | 036,9  | fertig |
|                      | Autostrada A29dir A    | Diramazione per Birgi                            | A29 dir – Paceco – Birgi                      | 013,1  | fertig |
|                      | Autostrada A29racc     | Bretella Aeroporto „Falcone e Borsellino“        | A29 – Punta Raisi                             | 04,0   | fertig |
|                      | Autostrada A29racc bis | Raccordo A29 – Palermo (Raccordo per via Belgio) | A29/SS113 – Palermo                           | 05,6   | fertig |

### Autobahnzubringer (Raccordi autostradali)

Als Autobahnzubringer (ital.: raccordo autostradale) bezeichnet man in Italien Straßen, die größere Städte oder sonstige bedeutende Gebiete, die nicht unmittelbar an das Autobahnnetz angeschlossen sind, auf möglichst direktem Wege mit einer Autobahn verbinden. Von den derzeit 17 existierenden Zubringern werden vier als „autobahnähnlich“ eingestuft (grüne Schilder) und zwölf als zum „gewöhnlichen staatlichen Straßennetz“ (viabilità statale ordinaria) gehörend (blaue Schilder). Der RA7 wird als einziger als echte Autobahn ausgeschildert und geführt (A53). Die Bezeichnung „RA7“ taucht ausschließlich im internen Gebrauch der ANAS auf.
Die Benutzung sämtlicher Autobahnzubringer ist kostenfrei.
| Zeichen | Bezeichnung     | Bezeichnung              | Ziel | Verlauf                                               | Länge | Stand              |
| Zeichen | Kurzform        | Langform                 | Ziel | Verlauf                                               | Länge | Stand              |
| ------- | --------------- | ------------------------ | ---- | ----------------------------------------------------- | ----- | ------------------ |
|         | RA2             | Raccordo autostradale 2  |      | A2/A30 – Atripalda                                    | 021,0 | fertig             |
|         | RA3             | Raccordo autostradale 3  |      | Impruneta – Siena – SS674                             | 056,4 | fertig             |
|         | RA5             | Raccordo autostradale 5  |      | A2 – Sicignano – Potenza – SS407                      | 051,5 | fertig             |
|         | RA6             | Raccordo autostradale 6  |      | Bettolle – Perugia – SS3 bis                          | 058,4 | fertig             |
|         | RA7             | Raccordo autostradale 7  |      | A7 – Pavia – A54                                      | 09,1  | fertig             |
|         | RA8             | Raccordo autostradale 8  |      | A13 – Ferrara – Porto Garibaldi – SS309               | 054,0 | fertig             |
|         | RA9             | Raccordo autostradale 9  |      | A16 – Benevento – SS372                               | 012,7 | fertig             |
|         | RA10            | Raccordo autostradale 10 |      | A55 – Caselle                                         | 011,1 | fertig             |
|         | RA11            | Raccordo autostradale 11 |      | SS4 – Ascoli Piceno – San Benedetto del Tronto – SS16 | 026,3 | fertig             |
|         | RA12            | Raccordo autostradale 12 |      | SS5 – Chieti – Pescara – SS16                         | 014,8 | fertig             |
|         | RA13            | Raccordo autostradale 13 |      | A4 – Sistiana-Rabuiese                                | 024,1 | fertig             |
|         | RA14            | Raccordo autostradale 14 |      | RA13 – A3 (SLO)                                       | 01,5  | fertig             |
|         | RA16            | Raccordo autostradale 16 |      | A28 – SS13                                            | 03,8  | fertig             |
|         | RA17 (ehemalig) | Raccordo autostradale 17 |      | A4 – Villesse – Görz – H4 (SLO)                       | 017,0 | aufgestuft zur A34 |

### Tunnel (Trafori)
Bedeutende einröhrige Autobahntunnel weisen im italienischen Autobahnsystem eine eigene Nummerierung auf. Von den ehem. vier Tunneln (ital.: traforo (Sg.)) existieren nur noch drei offiziell, da der T3 in der Provinz Genua herabgestuft wurde. Die Benutzung dieser Tunnel ist kostenpflichtig.
| Zeichen | Bezeichnung          | Bezeichnung                            | Verlauf                                              | Länge | Stand                  |
| Zeichen | offiziell            | Langform                               | Verlauf                                              | Länge | Stand                  |
| ------- | -------------------- | -------------------------------------- | ---------------------------------------------------- | ----- | ---------------------- |
|         | Traforo 1            | Traforo del Monte Bianco               | (SS26dir) – Courmayeur – T1 – Chamonix (F)           | 011,6 | fertig                 |
|         | Traforo 2            | Traforo del Gran San Bernardo          | Saint-Rhémy-en-Bosses – T2 – Bourg-Saint-Pierre (CH) | 05,8  | fertig                 |
|         | Traforo 3 (ehemalig) | Traforo di Bargagli – Lumarzo-Ferriere | Bargagli – T3 – Ferriere                             | 02,3  | herabgestuft zur SS225 |
|         | Traforo 4            | Traforo del Fréjus                     | A32 – Bardonecchia – T4 – Modane (F) – (A43) (F)     | 012,9 | fertig                 |